# Oliver Wyman
Oliver Wyman Group är ett amerikanskt multinationellt managementkonsultföretag som verkar under namnet Oliver Wyman och som ger expertis till företag inom olika branscher såsom detaljhandel, energiproduktion, finansiella tjänster, fordonsindustrin, försvarsindustrin, offentlig sektor, telekommunikation och utbildning. De är ett av fyra dotterbolag som utgör försäkrings- och konsultjätten Marsh McLennan.
Företaget har sitt huvudkontor i skyskrapan 1166 Avenue of the Americas på Manhattan i New York i New York.

## Historik
Företaget grundades 1984 som Oliver, Wyman & Company av Alex Oliver och Bill Wyman, som båda var tidigare delägare i ett annat managementkonsultföretag Booz Allen Hamilton. Företaget grundades i samband med att amerikanska finansbranschen i början av 1980-talet blev avreglerad och företag inte visste hur de skulle gå tillväga för att ta vara på den uppkomna situationen. Både Oliver och Wyman insåg att marknaden för konsulter med inriktning mot just detta kunde vara lukrativ. År 2003 blev man uppköpta av Marsh & McLennan och blev en del av deras verksamhet Mercer Consulting, som fick namnet Mercer Oliver Wyman. År 2007 beslutade Marsh & McLennan att fusionera Mercer Oliver Wyman med andra konsultföretag som man ägde, Mercer Management Consulting och Mercer Delta. I detta skede blev företaget ett dotterbolag till Marsh & McLennan och fick sitt nuvarande namn.